# Датук
Дату́к (малайск. Datuk) — третий по значению почетный титул федерального уровня в Малайзии.
Присуждается кавалерам (в том числе женщинам) орденов Panglima Jasa Negara (PJN) и Panglima Setia Diraja (PSD). Одновременно может быть не более 200 человек с орденом PJN и 70 человек с орденом PSD, носящих этот титул. Супруга награждённого получает титул «Датин» (малайск. Datin).
Титул «Датук» присуждается также главами штатов Малайзии, где главой штата является губернатор: Малакка, Пинанг, Сабах, Саравак. Супруга награждённого, как и в случае с титулом федерального уровня, получает титул «Датин». Награждение обычно проходит в день рождения Верховного правителя (федеральный уровень) или губернатора (уровень штата).
Среди награждённых титулом — дизайнер Джимми Чу и актриса Мишель Йео.